# D’Assumpção
Manuel Trindade D’Assumpção (Lisboa, 24 de Abril de 1926 - Lisboa, 21 de Julho de 1969) foi um pintor português. 
A sua obra inicial enquadra-se no âmbito do surrealismo, para mais tarde optar por uma forma de abstração consonante com a Escola de Paris (nomeadamente Manessier). 

## Vida e Obra

Sem título, c. 1958, óleo sobre cartão, 46 x 34,5cm

Em 1934 parte para  Portalegre, juntamente com a irmã e a madrasta. Inicia os seus estudos de pintura e fotografia com o pai, Luís D’Assumpção, e com Miguel Barrias, um pintor expressionista de talento.
Em 1947, partiu para Paris onde se tornou discípulo de Fernand Léger, tendo depois estudado História da Arte com Jean Cassou no Louvre. Conheceu Atlan e Hains, pintores líricos, e António Maria Lisboa, que se tornou a sua única amizade definitiva e tutelar e de quem pintou um retrato. A morte do poeta, em 1953, causou-lhe grande impressão. 
Isolou-se em Portalegre, onde realizou para um café local um quadro, "Último Bailado" - Homenagem a Paul Éluard (1955), depois de numerosos quadros surrealistas, que desapareceram. Em 1958, regressa a Lisboa, disposto a expor, como acontece no Salão de Outono da S.N.B.A., onde, ao apresentar o quadro intitulado Génesis, que o critico José Augusto França elogiou num artigo no Diário de Noticias, atraiu as atenções do público mais esclarecido, conquistando rapidamente um núcleo de admiradores. Ainda no mesmo ano é premiado em Vila Real, sendo-lhe adquirido um quadro para o Museu de Arte Contemporânea.
A sua pintura desta época apresenta grandes arquitecturas abstractas retalhadas, onde os contrastes de cores e de valores luminosos sugerem dinamicamente uma profundidade pura. Trata-se, numa primeira aproximação, de uma pintura cujo espaço ambíguo está próximo do da pintura da Escola de Paris, nomeadamente a de Alfred Mannessier e a de Bertholle, não sendo porém alheia à ambição surrealista de um Paalen. Em breve esta ambição do surreal leva D’Assumpção a conjugar estas arquitecturas com grandes figuras transparentes de intenção cabalística ou com sugestões de esferas e planos dinâmicos, em alusão simbólica ao cosmos. Alguns títulos são indicativos desta ambição poética: Génesis (1958), Mística (1958), Espaço-Deus (l960), etc. 
Encontra-se colaboração artística da sua autoria na revista Pirâmide   (1959-1960).
Em várias declarações, o próprio D’Assumpção demostrava que o seu trabalho tinha conotações espirituais, herméticas, e transcendentes. Em 1950, escreveu: "Quem disser que eu sou um artista está enganado. A pintura que faço não é minha, mas obra de um enorme Deus, que eu não vejo e que raramente cai em mim." Mais tarde, dizia aos seus amigos: "Pense bem, não é artista quem quer, embora todos tenham a liberdade de o querer; só é artista quem é."
Inegavelmente bem apetrechado tecnicamente e vivendo quotidianamente o desespero da rejeição do seu trabalho, por parte do meio artístico e da sociedade, D’Assumpção impressionou fortemente alguns pintores e poetas. Suicidou-se como consequência disso em 1969 com 43 anos de idade.

## Representações
Em Portugal, encontra-se representado no Museu Municipal de Portalegre, Museu Nacional de Arte Contemporânea, Fundação Calouste Gulbenkian, Biblioteca-Museu Municipal de Albano Sardoeira, em Amarante, e Biblioteca da Câmara Municipal de Matosinhos, Museu Nacional de Soares dos Reis, no Porto e Museu Nacional de Arte Contemporânea-Museu do Chiado, em Lisboa.